# 안코 천황
안코 천황(일본어: 安康天皇, 401년? ~ 456년 9월 24일)은 제20대 일본 천황(재위 : 454년 1월 28일 ~ 456년 9월 24일)이다. 이름은 아나호(穴穂)이다. 아나호 황자(穴穂皇子), 아나호 천황이라고도 불린다. 중국의 「송서」·「양서」에 기록되어 있는 왜5왕 중에 왜왕 흥(興)으로 비정되고 있다. 인교 천황의 제2 황자이다. 어머니는 오시사카노오나카쓰히메이다. 유랴쿠 천황의 친형이다.

## 약력
인교 천황 42년(453년) 1월에 인교 천황이 사망하였다.
황태자인 기나시노카루 황자에게는 근친상간의 전과가 있었기 때문에 군신은 모두 따르지 않고, 남동생인 아나호 황자측을 따랐다.
기나시노카루 황자는 아나호 황자를 토벌해 죽이려고 군사를 모으지만, 군신이 배반해 나가는 불리한 현황을 비탄해 모노노베노 오마에노스쿠네의 집에 잠복했다. 아나호 황자가 인솔하는 군사에게 포위되어 오마에노스쿠네의 조치로 싸움은 피할 수 있었지만, 기나시노카루 황자는 자결했다. 이렇게 해서 아나호 황자는 12월에 황위에 올랐다.
454년, 중상모략에 걸려 오쿠사카 황자(닌토쿠 천황의 황자)를 주살하였고 다음 해에 그 부인을 황후로 세웠다.
456년 8월 9일, 천황은 황후의 의붓자식인 마요와 왕에 의해 암살되었다.

## 가족 관계
- 아버지 : 일본 제19대 인교 천황(允恭天皇, 376?~453)
- 어머니 : 오시사카노오오나카쓰노히메(忍坂大中姫)
  - 황후 : 나카시 황녀(中磯皇女)[1]

## 같이 보기
- 왜5왕